# 川田早矢加
 川田 早矢加（かわだ さやか、1985年12月8日 - ）は、日本の女優。東京都区内出身。フリー。

## 人物・略歴
都立飛鳥高校にて演劇論、劇表現を学び、アメリカに留学。  現地にて演技の勉強や映画に触れ、帰国後、芸能事務所AX entertainmentに所属、CM等に出演。その後フリーとなり、舞台を中心に活動を開始。女優として出演するかたわら、脚本・演出・プロデュースなども手掛ける。2016年1月から、劇団『はぶ談戯』主宰・穂科エミとともに、ツイキャス番組「ホシナとサヤカはどっちもどっち」
を週一回放送中。

## 出演

### 舞台
- 劇団☆ジャージィズ『sugar plum-コンペイトウ-』（2011年7月29日・30日、王子・北とぴあプラネタリウムホール） - 小日向里美 役
- 劇団fullmontyプロデュース公演『秘密合コン倶楽部』（再演）（2012年2月8日 - 12日、横浜・相鉄本多劇場） - 井上沙織 役[3]
- 劇団fullmonty第6回本公演『アイベツリク〜俺がお前を愛してやる〜』（2012年5月30日 - 6月3日、大塚・萬劇場） - 伊東蘭 / 三日月 役[3]
- 劇団fullmonty第7回本公演『新宿BLEND』（2012年11月7日 - 11日、横浜・相鉄本多劇場） - 北川志乃 役[3]
- 『0120』（2013年7月17日 - 22日、中野・テアトルBONBON） - 脚本・演出・出演 / 田所 役
- 劇団fullmontyプロデュース公演『渇いた欲望』（2013年8月7日 - 11日、シアターバビロン流れのほとりにて） - 音田麻実 役[3]
- 劇団fullmonty第9回本公演第25回池袋演劇祭豊島新聞社賞受賞作品『イナズマ』（2013年9月19日 - 23日、大塚萬劇場） - 濃姫 役[3]
- 劇団たいしゅう小説家Present's『本能のイノベーション』（2014年7月2日 - 6日、大塚・萬劇場） - 宇佐美陽子 役[4]
- 『たゆたう』（2014年8月7日 - 10日、高円寺・明石スタジオ） - 真里奈 役
- 男〆天魚『Blue fish』（2014年10月21日 - 26日、中野・劇場MOMO） - みさこ 役[5]
- FPアドバンスプロデュース公演『未完成の本棚』（2014年12月25日 - 28日、戸野廣浩司記念劇場） - 作・演出・出演 / 川田早矢加 役
- 東京印vol9『ネコ駅長の長い一日』（2015年3月31日 - 4月5日、下北沢・小劇場B1） - サチ 役
- beginningプロモーションプロデュース公演『英姿颯爽』（2015年4月14日 - 19日、大塚萬劇場） - 原作・脚本
- 海賊のように飲む会8-劇場版5-『未来はイヌ小屋の中にある(仮)』（2015年6月3日 - 7日、千本桜ホール） - 井草タタミ 役
- Sweat&Tears-東京キッドブラザース44th-『雨上がりのシアター』（2015年7月15日 - 20日、赤坂・RED THEATER） - 演出助手[6]
- 『the END』（2015年8月26日 - 30日、ステージカフェ下北沢亭） - 作・演出[7]
- 『free spirit』（2015年9月30日 - 10月4日、中野・ウエストエンドスタジオ） - 作・演出
- 男〆天魚『不完全パッケージ』（2015年12月6日 - 13日、中野・テアトルBONBON） - 那須朱美 役
- 東京印『あの春の約束を歩き出す君のために』（2016年4月12日 - 17日　中野・劇場MOMO） - 桃山さくら 役
- papadogプロデュース公演『四季おりおり』モニタリング　風が吹くとき（2016年6月7日 - 12日、ステージカフェ下北沢亭） - 作・演出
- ホシサヤライブ#1『私の生姜焼き』（2016年7月23日、magari中野店） - 一人芝居
- はぶ談戯vol.19『刺毛ーシモウー』（2016年10月19日 - 24日、中野・テアトルBONBON） - 紗和 役[8]
- ホシサヤライブ#2 一人芝居『花見に行きたい』（2017年4月22日、東新宿・自遊空間ホボホボ）
- はぶ談戯vol.19.5『あ・らかると』（東新宿・自遊空間ホボホボ）[9]
  - 春のアラカルト『すごろく列車』（2017年4月8日）
  - ゴールデンアラカルト『イイオトコとイイオンナ』（2017年5月13日）- ミサキ役
  - 初夏のアラカルト『かしましく』（2017年7月8日）
- はぶ談戯vol.20『やわらかい扉』（2017年12月6日 - 11日、中野・テアトルBONBON） - 舞 役[10]
- 朗読×音楽なかがわ・なかがわ2018年春公演『蓮とさよならカエルのおはなし』(2018年5月11日～13日、笹塚Blue-T)空と大地の間の国  ウェンロウ   /チェンツウ役[11]

### ＣＭ
- ジョージア　エメラルドマウンテン
- JRA　CLUB競馬

### ドラマ
- 日本テレビ開局55周年記念スペシャルドラマ『東京大空襲』（2008年、日本テレビ）[12]
- ほんとにあった怖い話 夏の特別編2017（2017 フジテレビ）「影女」)[13]

### インターネットドラマ
- テレパック×はぶ談戯コラボ企画「計画晩婚」（2016年） - 水田あかり 役[14]